# Liste des monuments historiques nationaux de la province de Mendoza
Cet article recense les monuments historiques de la province de Mendoza, en Argentine.

## Liste
| Monument | Commune                                                                        | Adresse | Coordonnées                        | Loi              | Notice | Catégorie                 | Date | Illustration                              |
| --- | ------------------------------------------------------------------------------ | --- | ---------------------------------- | ---------------- | ------ | ------------------------- | ---- | ----------------------------------------- |
| Combat de Potrerillos |                                                                                | | à géolocaliser                     | Décret no 5043   | 712    | Lieu historique           |      | Image manquante Téléverser                |
| Paso de la Cumbre |                                                                                | | à géolocaliser                     | Décret no 5043   | 713    | Lieu historique           |      | Image manquante Téléverser                |
| Pont sur le Río Picheuta |                                                                                | | à géolocaliser                     | Décret no 10188  | 714    | Lieu historique           |      | Image manquante Téléverser                |
| "S. A. Bodegas y viñedos Arizu" | Godoy Cruz                                                                     | Av. José de San Martín, Dr. Pedro Minuzzi, Belgrano y Lisandro de la Torre | à géolocaliser                     | Décret no 339    | 715    | Monument historique       |      | Image manquante Téléverser                |
| Batan de Tejeda | Las Heras                                                                      | Calles Santa Rosa y Alte. Brown a 2 km. de la Plaza de la ciudad | à géolocaliser                     | Décret no 5135   | 716    | Lieu historique           |      | Image manquante Téléverser                |
| Bodegas y viñedos "Panquehua" (antigua Hacienda de los Potreros)                                                                                     | Las Heras                                                                      | Virgen de Luján s/nº, Distrito Panquehua. | à géolocaliser                     | Décret no 339    | 717    | Monument historique       |      | Image manquante Téléverser                |
| Bodegas y viñedos Panquehua | Las Heras                                                                      | Virgen de Luján s/nª, Distrito Panquehua | à géolocaliser                     | Décret no 339    | 718    | Bien d'intérêt historique |      | Image manquante Téléverser                |
| Camp du Plumerillo | Las Heras                                                                      | Calles Independencia y Lisandro Moyano, ángulo S.E. | à géolocaliser                     | Décret no 107512 | 719    | Lieu historique           |      | Image manquante Téléverser                |
| Chapelle de Plumerillo | Las Heras                                                                      | Chapelle de los Segura s/nº | à géolocaliser                     | Décret no 107512 | 720    | Monument historique       |      | Image manquante Téléverser                |
| Christ Rédempteur des Andes | Las Heras                                                                      | | 32° 49′ 30″ sud, 70° 04′ 15″ ouest | Loi no 25878     | 721    | Monument historique       |      | Christ Rédempteur des Andes               |
| Sauce (Arbre) en el Campo del Plumerillo | Las Heras                                                                      | | à géolocaliser                     | Décret no 2232   | 722    | Arbre historique          |      | Image manquante Téléverser                |
| Chapelle du Rosaire de las Lagunas | Lavalle                                                                        | | à géolocaliser                     | Décret no 368    | 723    | Monument historique       |      | Image manquante Téléverser                |
| Église de la Vierge de la Carrodilla | Luján                                                                          | Carril San Martín de Mendoza a Luján (antiguo carril Sur), a la altura del Calvario. A 9 km de la Ciudad de Mendoza. | à géolocaliser                     | Décret no 368    | 724    | Monument historique       |      | Image manquante Téléverser                |
| Toma de los Españoles | Lujan de Cuyo                                                                  | sobre la Barranca del Río Mendoza à 24 km de la capitale | à géolocaliser                     | Décret no 325    | 725    | Monument historique       |      | Image manquante Téléverser                |
| Chapelle Notre-Dame-du-Rosaire de Las Barrancas | Maipú                                                                          | Calle Chapelle entre Murnivez y Simonovich | à géolocaliser                     | Décret no 9051   | 726    | Monument historique       |      | Image manquante Téléverser                |
| Maisons patronales que pertenecieron a los Sres. Giol y Gargantini, y el parque                                                                      | Maipú                                                                          | En el predio delimitado por las calles Avda. José de San Martín, Dr. Pedro Minuzzi, Belgrano y Lisandro de la Torre | à géolocaliser                     | Décret no 339    | 727    | Monument historique       |      | Image manquante Téléverser                |
| Casco de la antigua Estancia de los Molina, "Maison de las Bóvedas"                                                                                  | Maipú                                                                          | Paraje 3 esquinas, calle Ramón Videla Aranda s/n | à géolocaliser                     | Décret no 783    | 728    | Monument historique       |      | Image manquante Téléverser                |
| Casona de Don Juan de la Cruz Videla | Maipú                                                                          | Calle Ramón Videla Aranda s/n, Paraje "Tres Esquinas", Distrito Cruz de Piedra | à géolocaliser                     | Décret no 655    | 729    | Monument historique       |      | Image manquante Téléverser                |
| Chalets Giol y Gargantini | Maipú                                                                          | Calle Dionisio Herrero S/N y Carril Ozamis N° 781 | à géolocaliser                     | Loi no 25002     | 730    | Monument historique       |      | Image manquante Téléverser                |
| Combate de "Rodeo del Medio" | Maipú                                                                          | | à géolocaliser                     | Décret no 1178   | 731    | Lieu historique           |      | Image manquante Téléverser                |
| Posta de Rodeo del Medio | Maipú                                                                          | Frente a Carril Nacional antiguo S/N | à géolocaliser                     | Décret no 367    | 732    | Lieu historique           |      | Image manquante Téléverser                |
| Tombe du Lieutenant-Général Rufino Ortega | Maipú                                                                          | Chapelle del Sufragio | à géolocaliser                     | Décret no 3068   | 733    | Tombe                     |      | Image manquante Téléverser                |
| Fortin et moulin de Malargüe | Malargüe                                                                       | Margen derecha del arroyo Lancoche, sobre ruta Nac. Nº 40 | à géolocaliser                     | Décret no 8807   | 734    | Monument historique       |      | Image manquante Téléverser                |
| Maison de Francisco Civit | Mendoza                                                                        | Montevideo Nº 544 | à géolocaliser                     | Décret no 2282   | 735    | Monument historique       |      | Image manquante Téléverser                |
| Maison natale de Mercedes San Martín y Escalada | Mendoza                                                                        | Corrientes 343 | à géolocaliser                     | Décret no 368    | 736    | Lieu historique           |      | Image manquante Téléverser                |
| Tombe du colonel Antonio Beruti | Mendoza                                                                        | Église Saint-François | à géolocaliser                     | Décret no 2236   | 737    | Tombe                     |      | Image manquante Téléverser                |
| Collège national Agustín Alvarez | Mendoza                                                                        | Calles Chile, Sarmiento, 25 de Mayo y Rivadavia | à géolocaliser                     | Décret no 325    | 738    | Monument historique       |      | Image manquante Téléverser                |
| Tombe du général Gerónimo Espejo | Mendoza                                                                        | Lycée militaire Général Espejo | à géolocaliser                     | Décret no 2236   | 739    | Tombe                     |      | Image manquante Téléverser                |
| Tombe de José Vicente Zapata | Mendoza                                                                        | Cimetière de Mendoza | à géolocaliser                     | Décret no 2236   | 740    | Tombe                     |      | Image manquante Téléverser                |
| Tombe de Juan Gualberto Godoy | Mendoza                                                                        | Cimetière de Mendoza | à géolocaliser                     | Décret no 2236   | 741    | Tombe                     |      | Image manquante Téléverser                |
| Maestranza del Ejercito de los Andes | Mendoza                                                                        | | à géolocaliser                     | Décret no 368    | 742    | Lieu historique           |      | Image manquante Téléverser                |
| Plaza "Pedro del Castillo" | Mendoza                                                                        | Calles Alberdi, Videla Castillo, Beltrán e Ituzaingó | à géolocaliser                     | Décret no 368    | 743    | Lieu historique           |      | Image manquante Téléverser                |
| Ruinas del Templo de San Francisco | Mendoza                                                                        | Ituzaingo esquina Beltrán. Callejón Segura s/n, a km de la Avda. Acceso Norte. | à géolocaliser                     | Décret no 107512 | 744    | Monument historique       |      | Image manquante Téléverser                |
| Solar de San Martín | Mendoza                                                                        | Remedios de Escalada de San Martín 1843 | à géolocaliser                     | Décret no 107512 | 745    | Lieu historique           |      | Image manquante Téléverser                |
| Solar donde estuvo emplazado el Cabildo de la Ciudad de Mendoza                                                                                      | Mendoza                                                                        | S/ margen Izq del canal Jarillal, entre actuales calles Videla Castillo, Fray Luis Beltrán, Alberdi y P.Palaiss DT: Manzana 117, Circ. Secc.4ª | à géolocaliser                     | Décret no 1825   | 746    | Lieu historique           |      | Image manquante Téléverser                |
| Templo de San Francisco | Mendoza                                                                        | Necochea y España | à géolocaliser                     | Décret no 528    | 747    | Monument historique       |      | Image manquante Téléverser                |
| Tombe de Tomas Godoy Cruz | Mendoza                                                                        | Cimetière de Mendoza | à géolocaliser                     | Décret no 2236   | 748    | Tombe                     |      | Image manquante Téléverser                |
| Casuchas de la cordillera o "Maisons del Rey" en Puquios, Paramillo de Las Cuevas y Las Cuevas                                                       | Puquios, Paramillo de Las Cuevas y Villa de las Cuevas; las 3 Depto. Las Heras | Puquios: a 5,2 km. de Punta de Vacas, en margen derecha del río de las Cuevas (alt: 2500 m). Paramillo: a 4,2 km. al este de la villa homónima, 300 m de la margen izquierda del río (alt : 2750 m). Las Cuevas: a 400 m del arco de acceso a la Villa de las Cuevas, | à géolocaliser                     | Décret no 1299   | 749    | Monument historique       |      | Image manquante Téléverser                |
| Fort de San Carlos | San Carlos                                                                     | | à géolocaliser                     | Décret no 4592   | 750    | Lieu historique           |      | Image manquante Téléverser                |
| Chapelle-Oratorio de Alto Salvador | San Martín                                                                     | costado oeste de la calle del mismo nombre | à géolocaliser                     | 1953             | 751    | Monument historique       |      | Image manquante Téléverser                |
| Chacra de San Martín (Chacra de "Los Barriales") | San Martín                                                                     | Calles Godoy Cruz y Pirovano | à géolocaliser                     | Décret no 107512 | 752    | Lieu historique           |      | Image manquante Téléverser                |
| "S. A. Bodegas y viñedos Arizu" | San Rafael                                                                     | Villa Atuel, calle Don Balbino s/nº y las vías del Ferrocarril San Martín | à géolocaliser                     | Décret no 0      | 753    | Monument historique       |      | Image manquante Téléverser                |
| Ruines du fort de San Rafael del Diamante | San Rafael                                                                     | Villa 25 de Mayo, sobre margen izq del Río Diamante | à géolocaliser                     | Décret no 137846 | 754    | Monument historique       |      | Ruines du fort de San Rafael del Diamante |
| Batalla (segunda) de Santa Rosa | Santa Rosa                                                                     | | à géolocaliser                     | Décret no 368    | 755    | Lieu historique           |      | Image manquante Téléverser                |
| Manzano (Arbre) de Tunuyán | Tunuyán                                                                        | | à géolocaliser                     | Décret no 368    | 756    | Arbre historique          |      | Image manquante Téléverser                |
| Bóvedas de San Martín | Uspallata                                                                      | | à géolocaliser                     | Décret no 30835  | 757    | Monument historique       |      | Image manquante Téléverser                |
| Restos del molino hidráulico, hornos de fundición, muros,acequias, túnel y todos los elementos préhispaniques que circundan las bóvedas de Uspallata | Uspallata                                                                      | Aproximadamente a 3 km. del norte de la Villa de Uspallata, sobre el camino que conduce a la Estancia San Alberto y a Barreal - San Juan, apenas atraviesa el arroyo Uspallata.                                                                                       | à géolocaliser                     | Décret no 437    | 758    | Monument historique       |      | Image manquante Téléverser                |